# Zach Bryan

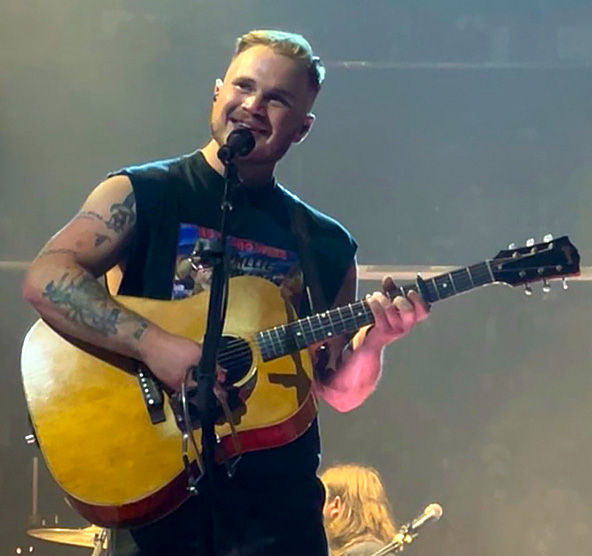
Zach Bryan (2023)

Zach Bryan (* 2. April 1996 in Okinawa, Japan) ist ein US-amerikanischer Country-Sänger, der 2022 seinen Durchbruch mit dem US-Top-10-Hit Something in the Orange feierte.

## Leben
Zach Bryan wurde in Okinawa, Japan geboren, während seine Familienmitglieder dort stationiert waren und der US-Navy dienten. Derzeit lebt er in Oklahoma, wo er bereits mit 14 Jahren seine erste Gitarre bekam. Mit 18 Jahren trat er der United States Navy bei, in der auch sein Vater und Großvater dienten. Seine Freizeit verbrachte er während dieser Zeit mit Songwriting. Während eines Urlaubs in seiner Zeit bei der Navy schrieb er mit einigen Freunden seine ersten Lieder, welche später auf seinem Debütalbum DeAnn veröffentlicht wurden.

## Karriere
2019 erschien mit DeAnn sein Debütalbum. Ein Jahr später folgte mit Elisabeth sein zweites Album. Seinen kommerziellen Durchbruch feierte er 2022 mit seinem dritten Studioalbum American Heartbreak und dessen Singleauskopplung Something in the Orange. Das Lied erreichte im Laufe des Jahres 2023 Platz eins der Billboard Hot Country Songs, welchen er für sechs Wochen halten konnte, sowie die Top 10 der Billboard Hot 100. Im Anschluss an diesen Erfolg konnten sich auch mehrere zuvor veröffentlichte Singles und Alben nachträglich in den Country-Charts platzieren. Im Jahr 2023 erzielte er den bislang größten Erfolg seiner Karriere, indem ihm mit dem Song I Remember Everything, ein Duett mit der Sängerin Kacey Musgraves, ein Nummer-eins-Hit in den US-amerikanischen Charts gelang. Auch das zugehörige, selbstbetitelte Album stieg direkt auf Platz eins ein.

## Diskografie
Studioalben

| Jahr | Titel Musiklabel                                          | Höchstplatzierung, Gesamtwochen, AuszeichnungChartplatzierungen (Jahr, Titel, Musiklabel, Platzierungen, Wochen, Auszeichnungen, Anmerkungen) | Höchstplatzierung, Gesamtwochen, AuszeichnungChartplatzierungen (Jahr, Titel, Musiklabel, Platzierungen, Wochen, Auszeichnungen, Anmerkungen) | Höchstplatzierung, Gesamtwochen, AuszeichnungChartplatzierungen (Jahr, Titel, Musiklabel, Platzierungen, Wochen, Auszeichnungen, Anmerkungen) | Anmerkungen |
| Jahr | Titel Musiklabel                                          | UK | US | Country | Anmerkungen |
| ---- | --------------------------------------------------------- | --- | --- | --- | --- |
| 2019 | DeAnn Selbstverlag                                        | — | US167 Gold · (5 Wo.)US | — | Erstveröffentlichung: 24. August 2019 Wiederveröffentlichung: 21. Januar 2022 (Warner) Charteintritt: 19. August 2023 Verkäufe: + 540.000 |
| 2020 | Elisabeth Selbstverlag                                    | — | US76 (75 Wo.)US | Country17 (… Wo.)Country | Erstveröffentlichung: 2020 Wiederveröffentlichung: 8. Mai 2020 (Warner) Verkäufe: + 80.000; Charteintritt: 28. Januar 2023                |
| 2022 | American Heartbreak Belting Bronco Records (WMG)          | UK— SilberUK | US5 Platin · (… Wo.)US | Country1 (… Wo.)Country | Erstveröffentlichung: 20. Mai 2022 Verkäufe: + 1.250.000                                                                                  |
| 2023 | Zach Bryan Belting Bronco Records (WMG)                   | UK22 Gold · (4 Wo.)UK | US1 Platin · (… Wo.)US | Country1 (… Wo.)Country | Erstveröffentlichung: 25. August 2023 Verkäufe: + 1.390.000                                                                               |
| 2024 | The Great American Bar Scene Belting Bronco Records (WMG) | UK16 (5 Wo.)UK | US2 (… Wo.)US | Country1 (… Wo.)Country | Erstveröffentlichung: 4. Juli 2024 Verkäufe: + 87.500                                                                                     |

## Musikpreise
| Jahr | Kategorie                     | für                     | Resultat  |
| ---- | ----------------------------- | ----------------------- | --------- |
| 2023 | Best Country Solo Performance | Something in the Orange | Nominiert |

| Jahr | Kategorie                   | für        | Resultat |
| ---- | --------------------------- | ---------- | -------- |
| 2023 | New Male Artist of the Year | Zach Bryan | Gewonnen |

| Jahr | Kategorie              | für        | Resultat   |
| ---- | ---------------------- | ---------- | ---------- |
| 2023 | New Artist of the Year | Zach Bryan | Ausstehend |